# Овалов, Лев Сергеевич
Лев Овалов (настоящее имя: Лев Сергеевич Шаповалов; 29 августа 1905 — 30 апреля 1997) — советский писатель, автор детективных произведений о чекисте-контрразведчике майоре Пронине.

## Биография
Место рождения: «По паспорту место моего рождения — село Успенское Покровского района Орловской области, — пишет Овалов, — хотя на самом деле родился я, можно сказать на перепутье, когда мои родители, будучи в пути, проезжали через Украину». Отец погиб в Первую мировую войну. В 1918 году его мать Софья Николаевна Тверитинова-Шаповалова вместе с сыновьями уехала в село Успенское Орловской губернии. В том же году Лев Шаповалов вступил в комсомол и возглавил сельскую комсомольскую ячейку, в 1920 году вступил в ВКП(б). В 1921 году — секретарь Малоархангельского уездного комитета РКСМ.
В 1923 году Лев Шаповалов был направлен на учёбу в МГУ, учился на медицинском факультете. Во время учёбы также занимался общественными науками, работал заведующим библиотекой. В это же время он посещал занятия в литературном кружке «Антенна» при Хамовническом райкоме партии, его очерки под псевдонимом Лев Овалов публиковались в «Рабочей Москве» и «Крестьянской газете». В 1928 году он был назначен главным редактором журнала «Селькор». В том же году вышла его первая повесть «Болтовня». В 1930-х годах Лев Овалов работал в редакции газеты «Комсомольская правда», возглавлял редакции журналов «Вокруг света» и «Молодая гвардия».
В 1939 году Л. Овалов был главным редактором журнала «Вокруг света». Именно для этого журнала и написан рассказ «Синие мечи» — первый в цикле о майоре Пронине, после чего шесть рассказов о герое были напечатаны в 1939—1940 годах в журналах «Вокруг света» и «Знамя», затем вышли отдельным изданием в серии «Библиотечка красноармейца», а в 1941 году вошли в сборник «Приключения майора Пронина». В том же году в журнале «Огонёк» был опубликован роман «Голубой ангел», продолживший серию о майоре Пронине.
5 июля 1941 года Лев Овалов был арестован по обвинению в разглашении секретных сведений и осуждён, после чего 15 лет провёл в трудовых лагерях и ссылке. Там писатель работал по основной специальности — врачом, и познакомился с медсестрой Валентиной Клюкиной, с которой с конца 1940-х годов они начали жить вместе.
В это же время, в начале Великой Отечественной войны, его младший брат Дмитрий попал в плен и почти до конца войны находился в немецком концлагере, откуда был освобождён союзниками, но в СССР уже не вернулся.
В 1956 году Лев Овалов был реабилитирован и вернулся в Москву. С 1957 года им было написано и издано ещё три романа из цикла о майоре Пронине, последним из которых стал роман «Секретное оружие». В нём автор рассказывает об охоте одной из империалистических разведок за открытием советских учёных, создавших единую теорию поля.
В дальнейшем Овалов писал произведения на социально-производственную и историческую тематику.
В 1930—1936 годах жил на улице Герцена, дом № 33; в 1936—1941 годах — в знаменитом Доме писателей (Лаврушинский переулок, № 17); с 1956 года — в доме № 19 по Ломоносовскому проспекту.
Лев Сергеевич Овалов скончался 30 апреля 1997 года в возрасте 91 года. По его завещанию, останки писателя были кремированы, прах смешан с прахом его матери, хранившимся в семье, и развеян над водами канала имени Москвы возле его дачи. Родственники со стороны отца, потомственного дворянина, похоронены на Ваганьковском кладбище.

### Произведения о майоре Пронине
- 1939 — «Синие мечи» (рассказ)
- 1939 — «Зимние каникулы» (рассказ)
- 1939 — «Сказка о трусливом чёрте» (рассказ)
- 1940 — «Куры Дуси Царёвой» (рассказ)
- 1940 — «Agave mexicana» (рассказ)
- 1940 — «Стакан воды» (рассказ)
- 1941 — «Голубой ангел» (повесть)
- 1958 — «Медная пуговица» (роман)
- 1962 — «Секретное оружие» (роман)
- 2017 — «Тайны чёрной магии» (роман, написанный в 1958, был опубликован посмертно)[2]

### Другие произведения
- «Не меньше 35». — М.: Крестьянская газета, 1929.
- «Болтовня» (повесть). — М.: Московский рабочий, 1930.
- «Ловцы сомнений» (роман). — М.: ГИХЛ, 1931.
- «Путь в завтрашний день» (роман). — М.: Молодая гвардия, 1931.
- «Красное и черное». — М.: Московский рабочий, 1930.
- «Красное и черное». — М.: ОГИЗ-ГИХЛ, 1931.
- «Июль в Ойротии» (путевые очерки). — М., 1933 (написаны в соавторстве с его тогдашней женой А. Шаповаловой).
- «Две повести». — М.: Молодая гвардия, 1933.
- «Утро начинается в Москве» (роман в двух книгах). Кн. 1. — М., 1934; Кн. 2. — М., 1936.
- «Здоровье» (повесть). — М.: Молодая гвардия, 1936.
- «Зина Дёмина» (роман). — Свердловск, 1937.
- «Лимонное зерно» (рассказы). — М., 1939.
- «Поездка в Ереван» (книга путевых заметок). — М.: Советский писатель, 1940.
- «Букет алых роз» (роман). — М.: Молодая гвардия, 1958.
- «История одной судьбы». — М.: Советская Россия, 1963.
- «Партийное поручение». — М.: Советский писатель, 1964.
- «Помни обо мне». — М.: Политиздат, 1967.
- «Оперативная карта». — М.: Молодая гвардия, 1967.
- «Ветер над полем». — М.: Советский писатель, 1968.
- «Русские просторы». — М.: Воениздат, 1970.
- «Январские ночи». — М.: Политиздат, 1972 (серия «Пламенные революционеры») — биография Землячки.
- «Утренние заморозки». — М.: Советский писатель, 1979.
- «Двадцатые годы». — М.: Молодая гвардия, 1982.